# Teenage Mutant Hero Turtles III
Teenage Mutant Hero Turtles III  (engelska: Teenage Mutant Ninja Turtles III) är en spelfilm som hade biopremiär den 19 mars 1993 i USA. Filmen är baserad på berättelserna om de fyra mutantsköldpaddorna Teenage Mutant Ninja Turtles.
Filmens arbetstitlar var Teenage Mutant Ninja Turtles III: The Sacred Scroll of Death och Teenage Mutant Ninja Turtles III: Turtles in Time, av vilka den senare ibland även används som beteckning för filmen.

## Medverkande
| Skådespelare   | Roll               |
| -------------- | ------------------ |
| Elias Koteas   | Casey Jones / Whit |
| Paige Turco    | April O'Neil       |
| Vivian Wu      | Mitsu              |
| Sab Shimono    | Lord Norinaga      |
| Stuart Wilson  | Walker             |
| John Aylward   | Niles              |
| Henry Hayashi  | Kenshin            |
| Mark Platt     | Leonardo           |
| Matt Hill      | Raphael            |
| Jim Raposa     | Donatello          |
| David Fraser   | Michaelangelo      |
| James Murray   | Splinter           |
| Travis A. Moon | Yoshi              |

### Röster
| Skådespelare  | Roll          |
| ------------- | ------------- |
| Robbie Rist   | Michaelangelo |
| Brian Tochi   | Leonardo      |
| Tim Kelleher  | Raphael       |
| Corey Feldman | Donatello     |
| James Murray  | Splinter      |

### Fotnoter
1. ↑  ”Teenage Mutant Ninja Turtles III” (på engelska). Box Office Mojo. 19 mars 1993. http://www.boxofficemojo.com/movies/?id=tmnt3.htm. Läst 4 september 2016.